# Artur del Regne Unit (duc de Connaught)

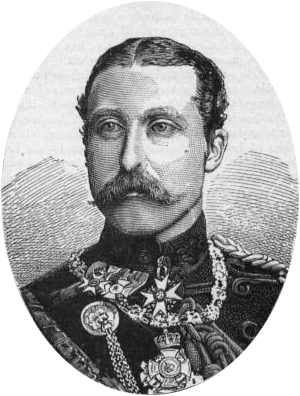
El duc de Connaught.

Artur del Regne Unit, duc de Connaught (Londres 1850 - Bagshot Park 1942). Príncep del Regne Unit de la Gran Bretanya i d'Irlanda amb el grau d'altesa reial i I duc de Connaught i de Strathearn per gràcia de la seva mare la reina Victòria I del Regne Unit.

## Naixement, infància i educació
Nascut a Londres l'1 de maig de 1850 era el setè fill de la reina Victòria I del Regne Unit i del príncep alemany Albert de Saxònia-Coburg Gotha que era fill del duc sobirà de Saxònia-Coburg Gotha.
Rebé una educació portada a terme per tutors privats i encaminada a l'exèrcit. L'any 1866 entrà l'acadèmia militar de Woolwich on va ser nomenat lieutenant i fou transmès a l'exèrcit britànic. Des de 1882 i fins a 1893, any en què rebé el grau de general, realitzà serveis militars a Egipte, Irlanda, l'Índia, Canadà i Sud Àfrica. Fins a l'any 1916 desenvolupà una gran nombre de càrrecs vinculats a l'exèrcit i a l'Imperi.

## Casament
L'any 1879 es casà a Saint George Chapel de Windsor amb la princesa Lluïsa Margarida de Prússia filla del príncep prussià Frederic de Prússia i descendent de l'emperador Guillem I de Prússia. Criada en un ambient "prussià", extremadament dur, rígid i fet a l'antiga, Lluïsa Margarida fou una excel·lent esposa pel duc de Connaught. D'aquest matrimoni en nasqueren dues filles i un fill:
- SAR la princesa Margarida nascuda a Londres el 1882 i morta a Estocolm el 1920, es casà amb el príncep hereu i futur rei Gustau VI Adolf de Suècia el 1905.

- SAR el príncep Artur nascut a Londres el 1883 i mort el 1936 es casà el 1913 amb la filla de la seva cosina, la princesa Alexandra de Fife.

- SAR la princesa Patrícia nascuda a Londres el 1886 i morta l'any 1974, renuncià a tots els seus títols en casar-se amb l'almirall sir Alexander Ramsay i adoptà el títol de lady.

## Ducat de Saxònia-Coburg Gotha i Governació General del Canadà
A la mort sense descendència masculina del seu germà, el duc Alfred del Regne Unit, l'any 1900, el ducat de Saxònia-Coburg Gotha quedà sense descendents i immediatament el príncep Artur es convertí en el seu hereu. Ell renuncià per ell i la seva descendència al títol alemany de ducs de Saxònia-Coburg Gotha en favor del seu nébot el príncep Carles Eduard del Regne Unit, fill del príncep Leopold del Regne Unit.
A partir, de l'any 1900 i fins a l'any 1942, Clarence House fou la residència oficial del duc de Connaught. L'any 1911 és enviat al Canadà amb el càrrec de governador general. Era el primer membre de la família reial britànica que ocupava aquella posició. Durant el seu mandat 1911-1916 van augmentar els passos cap a la independència de la colònia a la vegada que augmentaren els vincles amb la monarquia britànica. Visqué al Canadà amb la seva esposa i la seva filla petita.

## Primera Guerra Mundial i els últims anys de la seva vida
Durant la Primera Guerra Mundial un gran nombre de tropes canadenques foren convocada a lluitar en contra d'Alemanya i Àustria-Hongria. els ducs de Connaught treballaren activament en la creu roja, en activitats hospitalàries i en reclutar tropes, en sorgiren regiments com els: Connaught North-West Mounted Police, i Princess Patricia's Canadian Light Infantry.
La duquessa morí a Londres l'any 1917 després de tornar del Canadà i el duc es retirà de la vida pública l'any 1928. Va morir l'any 1942 a la seva finca rural de Bagshot Park a l'edat de 92 anys. El succeí breument en el títol de duc de Connaguht el seu net Alistair Artur que morí sense descendència el 1943 al Canadà a causa d'una hipotèrmia.